# ارسلان‌دده (بایبورد)
ارسلان‌دده {{ترکی|Arslandede) (به کردی: Kan) یک منطقهٔ مسکونی در ترکیه است که در بایبورد واقع شده‌است. ارسلان‌دده ۲۶۷ نفر جمعیت دارد.